# Acacia daphnifolia
Acacia daphnifolia é uma espécie de leguminosa do gênero Acacia, pertencente à família Fabaceae.